# 플레시 대 퍼거슨 사건
플레시 대 퍼거슨 사건(Plessy v. Ferguson, 163 U.S. 537, 1896년)은 인종 분리 정책에 대해 ‘분리하되 평등하다(separate but equal)’고 판시한 미국 대법원의 판결이다. 1954년 브라운 대 토피카 교육위원회 재판에 의해 폐기되기까지 58년의 동안 선판례로서 '분리하되 평등의 원칙'을 확립시켰다.

## 사실관계
남북전쟁이 1865년에 끝나고, 재건(Reconstruction)으로 알려진 기간 동안, 연방 정부는 이제 막 노예에서 해방된 시민들에 대하여 몇 가지 보호조치를 제공할 수 있었다. 그러나 복구가 1877년에 갑자기 끝나면서 연방 군대는 철수하였고, 남부 주정부들은 흑인들이 백인과 같이 공공시설을 이용할 수 없도록 하는 Jim Crow 법률을 통과시켰다. 1883년 미국 대법원은 Civil Rights Cases에서, 수정헌법 제14조는 오직 정부의 활동에만 적용된다고 판시했었다. 따라서 개인이나 사적인 단체 등에서 수정헌법 제14조를 어긴 경우에는 그 피해자를 보호하지 않았다. 특히, 법원은 의회가 통과시킨 사인의 흑인차별행위를 금지하는 1875년의 Civil Rights Act의 대부분을 무효화시켰다.1890년, 루이지애나주는 철도를 경계로 하여 흑인과 백인의 편의시설을 분리하도록 하는 법률을 통과시켰다. 전차(railway car)도 따로 타게 했다.
본 판결은 훗날 미국 연방 대법원의 브라운 대 토피카 교육위원회 재판(Brown v. Board of Education of Topeka,1954년)을 통해 폐기된다.

## 사건개요
1892년 6월 제화공 겸 시민운동가 호머 플레시가 루이지애나주의 한 기차의 1등석을 예약한 후 앉아 있던 중, 차장이 1등석은 백인만 이용할 수 있다며 흑인 칸으로 이동하라고 명령한 것을 묵살하자, 보안관에 의해 체포되어 벌금을 물고 주 법원에서 재판을 받게 된 것이 발단이 되었다. 원고 플래시는 7/8은 백인의 혈통을 1/8은 흑인의 혈통을 가지고 있으면서 피부색이 하얀 혼혈인이었다. 1심 판사 존 하워드 퍼거슨 은 루이지애나주가 1890년 흑백분리를 규정한 열차 법 위반이라고 보고, 25달러 벌금형을 매겼다. 플레시가 흑인인권단체와 함께 루이지애나 대법원에 항소했으나 여전히 패소했다. 이윽고 플레시의 변호인단은 인종차별을 금지한 수정헌법 13조·14조 위반이라며 해당 사건을 연방대법원에 올렸다. 종국에 1896년 5월 18일 열린 최종심에서 9명의 연방대법관들이 7대1 판결로 (1명은 개인사로 불참) 퍼거슨이 승소했다.